# Правило Паскаля
Не плутати із законом Паскаля.
У математиці правило Паскаля (або формула Паскаля) — це комбінаторна тотожність щодо біноміальних коефіцієнтів. Вона стверджує, що для натуральних чисел {\displaystyle n}  і {\displaystyle k} , справедливе наступне співвідношення:
{\displaystyle {n-1 \choose k}+{n-1 \choose k-1}={n \choose k},}
де {\displaystyle {\tbinom {n}{k}}} — біноміальний коефіцієнт; одна з інтерпретацій якого — це коефіцієнт при {\displaystyle x^{k}} у розкладі {\displaystyle (1+x)^{n}}. Не існує обмежень щодо відносних значень {\displaystyle n} і {\displaystyle k}, оскільки, якщо {\displaystyle n<k}, то значення біноміального коефіцієнта дорівнює нулю, і тотожність залишається вірною.
Правило Паскаля також можна узагальнити на випадок мультиноміальних коефіцієнтів.

## Комбінаторне доведення
Правило Паскаля допускає інтуїтивне комбінаторне розуміння, що чітко продемонстровано в цьому обчислювальному доведені.
Доведення. Нагадаємо, що {\displaystyle {n \choose k}} — це кількість підмножин з {\displaystyle k} елементів у множині з {\displaystyle n} елементів. Припустимо, один конкретний елемент однозначно позначений як {\displaystyle X} у наборі з {\displaystyle n} елементів.
Для побудови підмножини з {\displaystyle k} елементів, що містять {\displaystyle X}, виберемо {\displaystyle X} та {\displaystyle k-1} елементів із решти {\displaystyle n-1} елементів множини. Є {\displaystyle {n-1 \choose k-1}} таких підмножин.
Для побудови підмножини з {\displaystyle k} елементів, що не містять {\displaystyle X}, виберемо {\displaystyle k} елементів із решти {\displaystyle n-1} елементів множини. Є {\displaystyle {n-1 \choose k}} таких підмножин.
Кожна підмножина з {\displaystyle k} елементів або містить {\displaystyle X}, або ні. Загальна кількість підмножин з {\displaystyle k} елементами в множині з {\displaystyle n} елементів — це сума кількості підмножин, що містять {\displaystyle X}, і кількості підмножин, які не містять {\displaystyle X}, {\displaystyle {n-1 \choose k-1}+{n-1 \choose k}}.
Це дорівнює {\displaystyle {n \choose k}}, тому
{\displaystyle {n \choose k}={n-1 \choose k-1}+{n-1 \choose k}.}

## Алгебраїчне доведення
Як альтернативу, можна вивести алгебраїчне доведення біноміального випадку
{\displaystyle {\begin{aligned}{n-1 \choose k}+{n-1 \choose k-1}&={\frac {(n-1)!}{k!(n-1-k)!}}+{\frac {(n-1)!}{(k-1)!(n-k)!}}\\&=(n-1)!\left[{\frac {n-k}{k!(n-k)!}}+{\frac {k}{k!(n-k)!}}\right]\\&=(n-1)!{\frac {(n}{k!(n-k)!}}\\&={\frac {(n!}{k!(n-k)!}}\\&={n \choose k}.\end{aligned}}}

## Узагальнення
Правило Паскаля можна узагальнити на випадок мультиноміальних коефіцієнтів.
Для будь-якого натурального {\displaystyle p}, такого, що {\displaystyle p\geq 2}, {\displaystyle {k_{1},k_{2},k_{3},\dots ,k_{p}}\in {\mathbb {N} }}, і {\displaystyle n=k_{1}+k_{2}+k_{3}+\dots +k_{p}\geq 1},
{\displaystyle {n-1 \choose k_{1}-1,k_{2},k_{3},\dots ,k_{p}}+{n-1 \choose k_{1},k_{2}-1,k_{3},\dots ,k_{p}}+\cdots +{n-1 \choose k_{1},k_{2},k_{3},\dots ,k_{p}-1}={n \choose k_{1},k_{2},k_{3},\dots ,k_{p}},}
де {\displaystyle {n \choose k_{1},k_{2},k_{3},\dots ,k_{p}}} — коефіцієнт при {\displaystyle x_{1}^{k_{1}}x_{2}^{k_{2}}\cdots x_{p}^{k_{p}}} у розкладі {\displaystyle (x_{1}+x_{2}+\dots +x_{p})^{n}}.
Алгебраїчне доведення для цього загального випадку полягає в наступному.
Нехай {\displaystyle p} --- натуральне число, таке, що {\displaystyle p\geq 2}, {\displaystyle k_{1},k_{2},k_{3},\dots ,k_{p}\in \mathbb {N} ^{+}\!,} and {\displaystyle n=k_{1}+k_{2}+k_{3}+\cdots +k_{p}\geq 1}. Тоді
{\displaystyle {\begin{aligned}&{}\quad {n-1 \choose k_{1}-1,k_{2},k_{3},\dots ,k_{p}}+{n-1 \choose k_{1},k_{2}-1,k_{3},\dots ,k_{p}}+\cdots +{n-1 \choose k_{1},k_{2},k_{3},\dots ,k_{p}-1}\\&={\frac {(n-1)!}{(k_{1}-1)!k_{2}!k_{3}!\cdots k_{p}!}}+{\frac {(n-1)!}{k_{1}!(k_{2}-1)!k_{3}!\cdots k_{p}!}}+\cdots +{\frac {(n-1)!}{k_{1}!k_{2}!k_{3}!\cdots (k_{p}-1)!}}\\&={\frac {k_{1}(n-1)!}{k_{1}!k_{2}!k_{3}!\cdots k_{p}!}}+{\frac {k_{2}(n-1)!}{k_{1}!k_{2}!k_{3}!\cdots k_{p}!}}+\cdots +{\frac {k_{p}(n-1)!}{k_{1}!k_{2}!k_{3}!\cdots k_{p}!}}={\frac {(k_{1}+k_{2}+\cdots +k_{p})(n-1)!}{k_{1}!k_{2}!k_{3}!\cdots k_{p}!}}\\&={\frac {n(n-1)!}{k_{1}!k_{2}!k_{3}!\cdots k_{p}!}}={\frac {n!}{k_{1}!k_{2}!k_{3}!\cdots k_{p}!}}={n \choose k_{1},k_{2},k_{3},\dots ,k_{p}}.\end{aligned}}}

## Зовнішні посилання
- Central binomial coefficient на PlanetMath
- Binomial coefficient на PlanetMath